# 体育場駅
体育場駅（たいいくじょう-えき）は中華人民共和国陝西省西安市碑林区に位置する西安地下鉄2号線の駅である。

## 駅周辺
- 陝西省体育場
- 陝西省図書館

## 歴史
- 2011年9月28日 - 試運転開通

## 隣の駅
西安地下鉄
■2号線
南稍門駅 - 体育場駅 - 小寨駅